# 黃蘊瑤
黃蘊瑤（WONG Wan Yiu，Jamie，1986年11月4日—），香港女性單車運動員，有「女版黃金寶」、「鐵血女車神」的稱號。她在2015年宣吿退役。

## 簡歷

### 家庭
黃蘊瑤自幼在圍村長大，個性活潑好動，最喜愛滾軸溜冰和單車。由於父母在小學四年級時離異，她由母親獨力撫養，故與母親關係猶如摯友。

### 入選
1998年畢業於保良局朱正賢小學下午校，中學時期就讀於佛教覺光法師中學。中學一年級時，黃蘊瑤入選香港划艇隊；於兩年後被單車隊招攬邀請入選。2002年，她於15歲完成中學三年級後暫停學業，轉為為職業單車運動員；接受職業訓練不夠一年，就首次參與亞洲青年錦標賽，並且奪得兩面銅牌，成為首位奪得單車獎項的香港女性運動員。

### 傷患
黃蘊瑤患有花粉過敏，曾經試過因為花粉過敏而休克、全身痙攣和失去知覺，在北京奧運前亦曾經發病，需要送院治療。此外，在2003年參加公路賽時，因為無察覺路面上的石塊而意外翻車受傷，導致手臂上留下一條疤痕；北京奧運後，黃蘊瑤在全國場地冠軍賽中再次翻車弄斷第九條肋骨，但是因為5天後需要前往馬來西亞比賽，結果放棄接受手術。

### 廣州亞運會
2010年11月16日，黃蘊瑤代表香港參加2010年亞洲運動會，與隊友刁小娟一同出戰女子记分赛決賽。決賽全程鬥80個圈，初段雖然曾經發生小型意外，但是車手未見大礙。至第39圈，韓國車手在彎位突然失控墮地，撞倒位居次位的黃蘊瑤；而尾隨的刁小娟等三位車手則閃避不及，連人帶車輾過黃蘊瑤的身體。事件導致5名車手受傷。黃蘊瑤在右邊肋骨骨裂及爆肺的情況下，忍痛再換上後備單車追回比賽車群，並且負傷踏完餘下40圈的賽事；在最後階段，黃蘊瑤更發力突圍於最後2個衝分圈搶得5分升上次席，為香港贏得一面銀牌。其後的頒獎典禮上，黃蘊瑤需要坐上輪椅，並且以紙板及膠布暫時承托肋骨，才能夠緩慢地踏上頒獎台領獎。賽後她的心情仍然相當激動，一度哭成淚人；她解釋因為下屆的奧運及亞運將會取消記分賽，連世界盃賽事也會陸續地取消這個項目，所以這比賽對她尤其重要。更說：「哭不是因為痛，是因為能夠完成自己的夢想而激動。」 
黃蘊瑤賽後被送往醫院治療，檢查報告顯示，她出現右側氣胸，伴右肺輕度挫裂傷，右側第六前肋局部骨皮質斷裂。醫生建議她休息二周，但她仍堅持復出完成往後的比賽。她在11月23日舉行的女子公路個人賽繼續忍痛負傷上陣，最終得第15名；但卻令其右邊第七節肋骨亦告骨裂。
事後，時任行政長官曾蔭權和民政事務局局長曾德成特別慰問受傷的黃蘊瑤和刁小娟。曾蔭權更表示，黃蘊瑤不屈不撓、堅毅不拔的體育精神值得尊敬與學習；曾德成則讚揚黃蘊瑤發揮高度體育精神，令大家欽佩。數日後，曾德成在其網上專欄發表撰文說：「黃蘊瑤賽後滿面淚水、勉力舉起鮮花和獎牌的照片，肯定成為香港健兒拼搏史的重要標誌之一」。
11月27日亞運閉幕，黃蘊瑤在网易亞運頻道網站舉辦的「千萬網友票選亞洲英雄」選舉中，以102,346票力壓林丹及福原愛等運動明星，榮膺「亞洲英雄」的稱號。同日晚上，她又被安排在亞運閉幕式上擔當香港代表隊的持旗手。
黃蘊瑤於2010年香港傑出運動員選舉獲得「香港最具體育精神運動員」獎項。

### 轉戰公路賽
2011年2月，黃蘊瑤參加泰國舉行的亞洲單車錦標賽，奪得1銀3銅的成績。其中，她在女子34.8公里個人公路計時賽贏得季軍，這是她於成人公路計時賽事中首次奪獎。。

### 世界盃場地單車賽
2013年11月3日，黃蘊瑤在曼徹斯特站世界盃場地單車女子記分賽中奪得銅牌，繼2008年哥本哈根站摘金後，再次在同一項目獲得獎牌。

### 退役之後
黃蘊瑤退役之後報讀體育行政管理及兒童遊戲治療師課程，之後試過撰寫專欄、擔任產品代言人、節目主持人等，最後決定與幾位夥伴合作建立品牌，提供平衡車的產品、培訓及賽事，藉此推廣兒童平衡車運動。

## 榮譽
- 香港政府嘉獎

行政長官社區服務獎狀（2011年）
- 香港傑出運動員選舉

「香港最具潛質運動員」（2009年）
「香港最具體育精神運動員」（2010年）

## 獎項
世界排名：第 7（記分賽） 
- 2003年：南韓亞青賽（個人計時賽）季軍、（捕捉賽）季軍
- 2004年：亞洲盃個人計時賽2站銀牌、記分賽銅牌
- 2006年：法國公路繞圈賽銀牌
- 2006年：吉隆坡亞錦賽（記分賽）季軍
- 2007年：曼谷亞錦賽（記分賽）亞軍
- 2008年：丹麥世界盃（記分賽）冠軍
- 2008年：北京奧運（記分賽）第15名
- 2010年：杜拜亞錦賽（記分賽）亞軍
- 2010年：廣州亞運（記分賽）亞軍

## 傳媒專訪

### 電台
- 2016年6月11日（晚上10時20分至凌晨零時）：香港電台第一台《我的奧運不是夢》
  - （該訪問於翌日下午4時至5時於香港電台普通話台同名節目輯錄成一小時精華重溫）
- 2016年7月2日（中午12時至下午2時）：新城知訊台《運動者聯盟》